# Lía Fabiola Bianco
 (octobre 2018).
Pour les articles homonymes, voir Bianco (homonymie).
Lía Fabiola Bianco, née le 10 septembre 1966, est une femme politique et une avocate argentine.

## Biographie
Elle étudie à l'Université nationale du Nord-Est et obtient son diplôme d'avocate spécialisée en droit du travail le 8 juillet 1990.
Entre 1991 et 2001, Lía Fabiola Bianco travaille comme cheffe du département de conseil juridique, appartenant au sous-secrétariat du travail et de l'emploi de la province de Misiones, et atteint son plus haut poste en 2002. En 2005, elle est nommée présidente de la Commission provinciale pour l'éradication du travail des enfants, créée par un décret provincial en 2002. Le 10 décembre 2005, Bianco devient la députée nationale représentant la province de Misiones devant le Congrès de la nation argentine.
Le 29 juillet 2016, elle prête serment en tant que présidente de la Cour des comptes honoraire de la province de Misiones. La cérémonie est présidée par le gouverneur Hugo Passalacqua, qui est accompagné de membres du conseil d'administration de l'organisme susmentionné, qui approuvent l'acte devant le notaire général alors qu'il avait été précédemment confirmé par degré du pouvoir exécutif provincial, la Chambre des représentants provinciale, conformément à la Constitution de la province de Misiones.